# Castello di Bazens
Il castello di Bazens è un castello situato accanto alla chiesa di Bazens, nel dipartimento di Lot e Garonna, in Francia.

## Storia
I signori di Bazens sono citati sin dalla seconda metà del XIII secolo, ma a quel tempo i vescovi di Bazens sembrano avere i diritti di signoria.
Il castello di Bazens venne ricostruito dai Della Rovere, vescovi di Agen, per farne la loro residenza estiva: Leonardo Grosso della Rovere, vescovo di Agen tra il 1487 e il 1519, e Marcantonio della Rovere, vescovo tra il 1519 e 1538. Il castello fu costruito da un architetto di Limoges di nome Villars. La torre delle scale venne costruita nel 1494.
Il cardinale Giovanni di Lorena gli succedette fino al 1550. Il castello venne dato in usufrutto dal cardinale di Lorena a Costanza Rangoni (1495-Bazens, 1567), vedova di Cesare Fregoso (Roma, 1500-Pavia, 3 luglio 1541), ambasciatore di Francesco I presso la Serenissima Repubblica di Venezia, ucciso il 3 luglio 1541 da sicari al soldo di Carlo V.
Matteo Bandello seguì in Francia la famiglia di Cesare Fregoso, suo protettore tra il 1538 e il 1541, dopo il suo assassinio. Fu parroco di Cabasault vicino ad Agen. Venne nominato vescovo nel mese di agosto del 1550 dal re Enrico II. Egli scelse poi di vivere nel castello di Bazens, che venne convertito in abitazione in stile rinascimentale.
Matteo Bandello ha scritto qui la maggior parte delle sue Novelle.
Matteo Bandello si dimise da vescovo nell'anno 1555 per Giano Fregoso (Verona 1531-Bazens, 1586), il figlio più giovane di Cesare. Tuttavia, egli continuò a vivere a Bazens, dove morì nel 1561.
Da allora in poi, i vescovi di Agen abbandonarono la loro residenza estiva di Bazens per stabilirsi nel castello di Monbran.
Nel 1726 il vescovo François Hébert ottenne il permesso di demolire il castello di Bazens che era in rovina. Resta ora l'ala nord del castello con la sua scala torre.
Il castello è stato registrato nei monumenti storici nel 1935.